# Нотація Конвея для вузлів

Повний набір фундаментальних перетворень і операцій з 2-сплетенням разом з елементарними сплетеннями 0, ∞, ±1 і ±2.

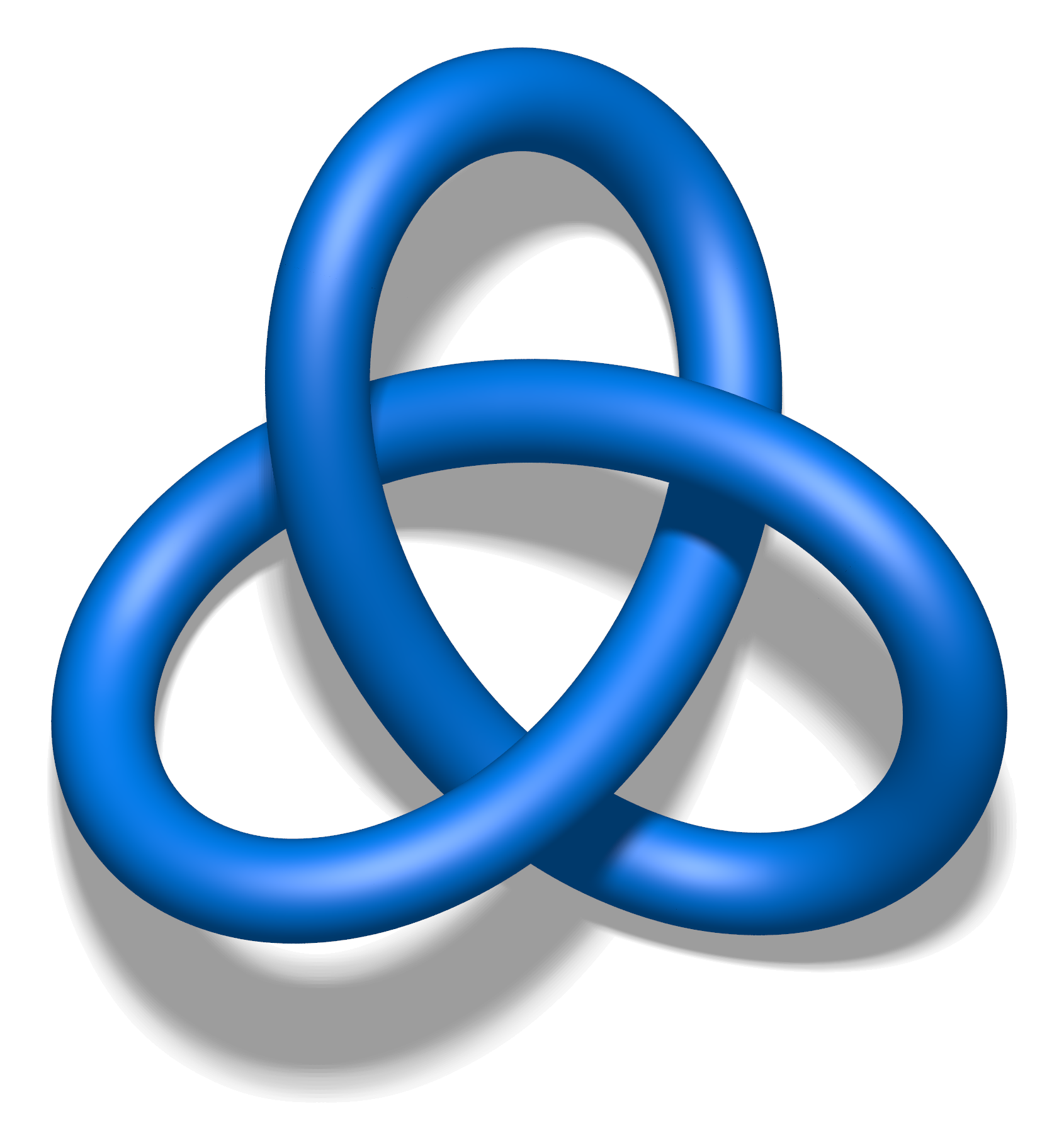
Трилисник записується в нотації Конвея як «1^{*}3», або (в скороченому варіанті) просто «3».

Нотація Конвея — це спосіб опису вузлів, що робить багато властивостей вузлів очевидними. Нотація показує будову вузла, будуючи його за допомогою деяких операцій над сплетеннями. Нотацію розробив Джон Конвей.

## Основні концепції

### Сплетення
Сплетення (також зв'язка або тангл, від англ. tangle) — об'єкт, що складається з декількох ниток, певним чином розташованих в обмеженій ділянці простору, з кінцями на межі цієї ділянки; як і вузол, сплетення можна зобразити у вигляді діаграми на площині. В нотації Конвея використовуються алгебричні 2-сплетення. 2-сплетення складається з двох дуг, що виходять у 4 кінці його діаграми. «Алгебричні» означає, що вони будуються за допомогою операцій з певного набору, описаного далі.
Найпростіші алгебричні сплетення — цілі, які складаються з кількох однакових перетинів, що йдуть підряд. Цілі сплетення позначаються одним цілим числом, яке позначає кількість перетинів; знак числа залежить від типу цих перетинів. Якщо дуги не перетинаються, або можуть бути перетворені на такі за допомогою рухів Рейдемейстера, то сплетення позначається 0 або ∞, залежно від його орієнтації.

### Операції на сплетеннях
Якщо сплетення a дзеркально відобразити відносно прямої північний захід/південний схід, отримане нове сплетення позначають як −a (зауважимо, що це відрізняється від сплетення з оберненими перетинами). Сплетення мають три бінарні операції: сума, добуток і галуження (англ. ramification), однак всі їх можна виразити операціями додавання і віднімання. Добуток сплетень a b еквівалентний −a+b, а галуження a, b еквівалентне −a+−b.
Кілька цілих сплетень, об'єднаних через розгалуження, при замиканні зовнішніх кінців породжують мереживне зачеплення.

### Базові багатогранники
Базовий багатогранник у контексті нотації Конвея — це планарний граф без петель і кратних ребер, кожна вершина якого має степінь 4 (єдиний виняток — базовий багатогранник, іменований 1*, який являє собою єдину вершину з двома петлями). Вузол або зачеплення виходить підстановкою алгебричних сплетень у вершини базових багатогранників. Таким чином, можна отримати всі вузли і зачеплення з числом перетинів аж до даного, якщо розглянути базові багатогранники з достатньою кількістю вершин і алгебричні сплетення з достатньою кількістю перетинів. Базових багатогранників з невеликою кількістю вершин порівняно мало: наприклад, з базових багатогранників з кількістю вершин до 10, крім 1*, існує лише по 1 багатограннику з 6, 8 і 9 вершинами і 3 — з 10 вершинами (послідовність A078666 з Онлайн енциклопедії послідовностей цілих чисел, OEIS).

### Запис нотації Конвея
Нотація Конвея вимагає, щоб була визначена нумерація вершин всіх задіяних базових багатогранників і спосіб вставляння сплетень у ці вершини. Тоді запис вузла або зачеплення складається з позначення базового багатогранника, після якого наводяться позначення алгебричних сплетень, вставлених у його вершини, наприклад: «8*2.1.3.4.1.1.5.1». Конвей розробив систему скорочень для цього запису, з урахуванням якої наведений приклад перетворюється на «8*2:3.4:.5».
Нотація Конвея неоднозначна в тому сенсі, що іноді можна зобразити вузол або зачеплення у вигляді двох різних діаграм, які мають мінімальну кількість перетинів кожна, але при цьому записуються в нотації Конвея навіть з різними базовими багатогранниками.